# Dilophus golbachi
Dilophus golbachi är en tvåvingeart som först beskrevs av Hardy 1953.  Dilophus golbachi ingår i släktet Dilophus och familjen hårmyggor. Inga underarter finns listade i Catalogue of Life.